# The Times of Israel
The Times of Israel, ou The Times of Israël pour sa version française, est un quotidien en ligne israélien lancé en 2012 et disponible en langues anglaise, française, arabe et chinoise, et depuis 2019 en hébreu. Il publie des articles, des reportages et des analyses sur l’actualité en Israël, au Moyen-Orient et dans les communautés juives à travers le monde.

## Histoire

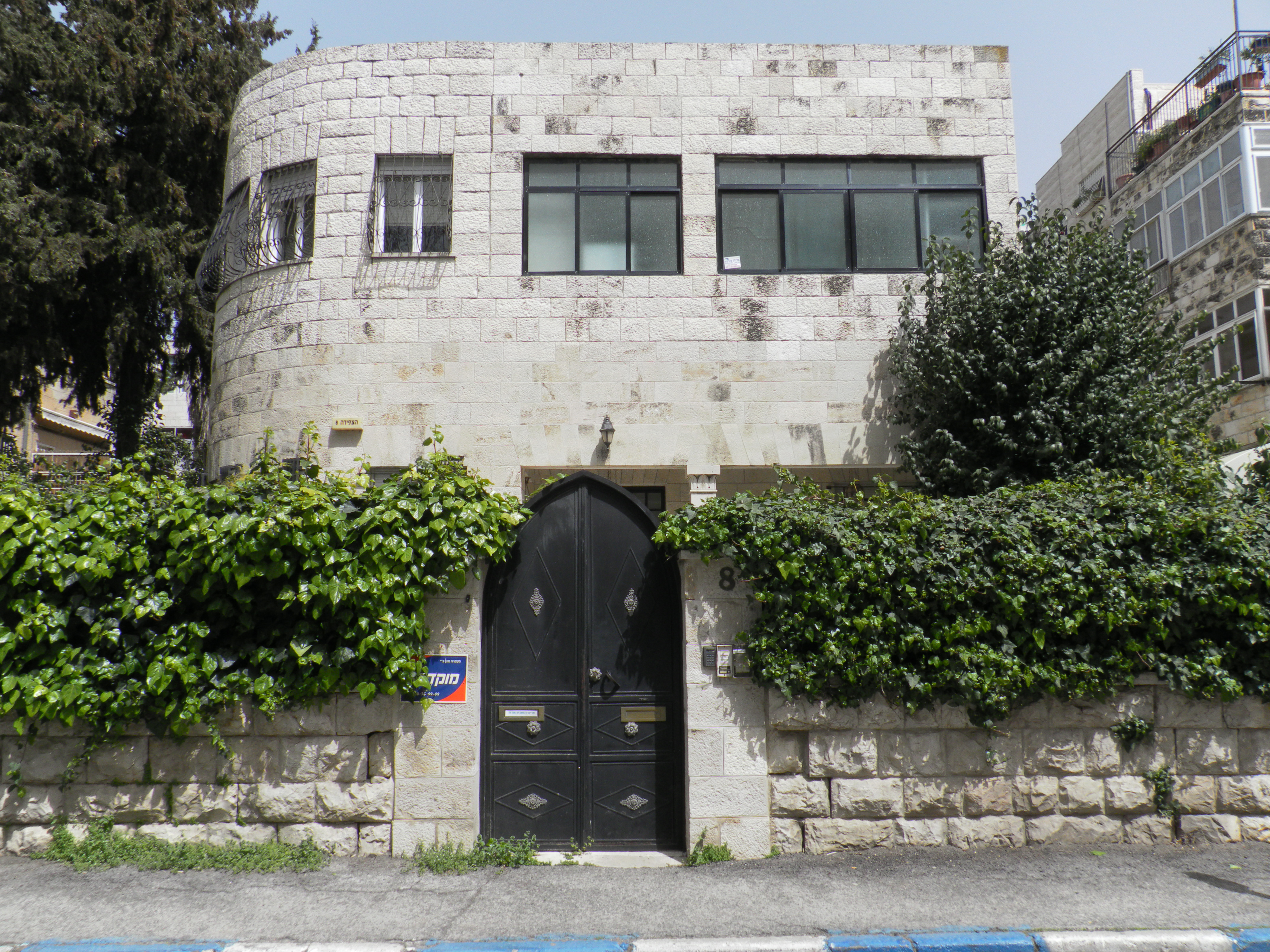
Les bureaux du Times of Israel à Jérusalem.

Le quotidien a été lancé en février 2012 par le journaliste David Horovitz, anciennement rédacteur en chef du Jerusalem Post. Le site reçoit rapidement le soutien financier de Seth Klarman, un homme d'affaires de Boston qui a des liens avec la droite politique, a soutenu un certain nombre d’organisations caritatives pro-colons — ainsi que des causes juives plus « mainstream » — et qui devient le principal bailleur de fonds du journal. Le but déclaré est de pratiquer le reportage et de favoriser conjointement la « promotion d'une image positive d'Israël ». Dans une interview dans Forward en 2012, Seth Klarman se déclare opposé à la colonisation, cependant en 2016, Haaretz révèle que Seth Klarman a octroyé des dons à des colonies illégales de Cisjordanie,. Seth Klarman est par ailleurs un contributeur actif du The Israel Project (en), un groupe d'influence pro-israélien parfois considéré comme islamophobe, ; il est le président d'un groupe classé à droite, The David Project (en), et un donateur de la fondation Birthright-Taglit.
Le 4 février 2014, le journal lance une édition en arabe et le 25 février 2014, une édition en français — dont le titre est The Times of Israël — sous la direction de Stéphanie Bitan, en chinois le 28 mai 2014 sous la direction de Jingjing Li, ancien rédacteur en chef de Beijing’s China Economic Net.
En mai 2019, est lancée la version en hébreu du journal, זמן ישראל (Zman Israel).

## Ligne éditoriale
The Times of Israel est classé à droite, selon Sarah Marusek, spécialiste de droit public ; le journal entretiendrait des relations chaleureuses avec des conservateurs américains selon Nathan C. Lean.

## Analyse
Une étude de 2021 dans International Journal de la Communication portant sur la question de l'ethnocentrisme dans la couverture médiatique des manifestations à Gaza en 2018, dans The Times of Israel et Al Jazeera, montre que ces deux journaux souffrent l'un et l'autre d'un biais ethnocentrique. The Times of Israel tend à déshumaniser les manifestants palestiniens et à les présenter comme responsables des violences commises à leur encontre par les soldats israéliens (tandis que Al Jazeera au contraire tend à déshumaniser les soldats israéliens). Ainsi par exemple, The Times of Israel se limite à des bilans chiffrés des pertes palestiniennes comme « 15 Gazaouis auraient été tués et 1 100 blessés lors d'affrontements lors d'une manifestation massive à la frontière », sans conférer une dimension émotionnelle et humaine à ce type d'événements ; au contraire Al Jazeera accorde une place à des témoignages individuels qui rendent émouvante l'histoire palestinienne. De même, le choix des photos, qui privilégie les grands groupes palestiniens, sans visages identifiables, plutôt que les gros plans sur de petits groupes, avec des figures individualisées, cette sélection des images instaure une relation plus distante avec le sujet évoqué, diminue l'empathie envers les Palestiniens.

## Controverses
Le 1er août 2014, pendant la guerre de Gaza, Yochanan Gordon, blogueur sur le Times of Israel, publie « When genocide is permissible », un article où il justifie le principe de tuer tout Palestinien. L'article est condamné et retiré par les éditeurs, qui l'ont qualifié d'abus inadmissible et de violation de leurs conditions d'utilisation, et ont interrompu la participation de ce blogueur au Times of Israel,,.
En 2016, le journal Haaretz révèle que le cofondateur du Times of Israel, Seth Klarman avait donné, par le biais de sa fondation, 200 000 dollars en 2012 à CAMERA, Committee for Accuracy in Middle East Reporting in America, une organisation classée à droite, destinée à la « surveillance des médias », qui s'en prend régulièrement à des organes d'information et à des journalistes pour leur couverture du conflit israélo-palestinien. Au total la fondation Seth Klarman a versé 1,5 million de dollars à CAMERA, avant et après 2012, année de lancement de The Times of Israel (entre 2006 et 2014). La tactique de CAMERA, basée à Boston, consiste par exemple à faire paraître des « publicités pleine page exhortant les donateurs à retirer leur soutien financier à des médias tels que la National Public Radio ; à publier des panneaux d'affichage critiques des médias perçus comme ayant un parti pris anti-israélien ». Parmi les donateurs de CAMERA figure Sheldon Adelson, propriétaire de Israel Hayom, souvent critiqué comme un média voué à la défense de la politique de Benjamin Netanyahou.

### Sources primaires(The Times of Israel, TToI)
1. ↑  David Horovitz, « Bonjour and welcome to The Times of Israel in French », The Times of Israel,‎ 25 février 2014 (lire en ligne, consulté le 25 février 2014).
2. ↑  David Horowitz, « Un journalisme lucide, en hébreu cette fois : Je vous présente Zman Yisrael », sur The Times of Israel, 1er mai 2019.
3. 1 2  (en-US) ToI Staff, « Times of Israel removes an unacceptable blog post », sur timesofisrael.com (consulté le 16 octobre 2023).